# ويليام ريد
ويليام ريد (بالإنجليزية: William Reed)‏ هو سياسي أمريكي، ولد في 6 يونيو 1776 في الولايات المتحدة، وتوفي في 18 فبراير 1837 في نفس البلد. حزبياً، نشط في الحزب الفيدرالي الأمريكي. وقد انتخب عضو مجلس النواب الأمريكي.